# Lysiloma sabicu
Lysiloma sabicu är en ärtväxtart som beskrevs av George Bentham. Lysiloma sabicu ingår i släktet Lysiloma och familjen ärtväxter. Inga underarter finns listade i Catalogue of Life.